# Гилагаев, Хас-Магомед Саид-Магомедович
Хас-Магоме́д Саи́д-Магоме́дович Гилага́ев (род. 28 февраля 1970) — советский и российский футболист.

## Карьера
Профессиональную карьеру начинал в «Тереке» (Грозный), который выступал во Второй лиге. В 1990 играл за «Динамо» из города Ставрополя, в составе которого выступал в Первой лиге, в 1991 году вновь вернулся в «Терек». С 1992 по 1993 вместе с Сергеем Пучковым выступал за «Шталь» из Бранденбурга. С 1993 по 1994 выступал за другой грозненский клуб — «Эрзу». После того как команда из-за военных действий на Кавказе прекратила своё существование, перешёл в клуб Высшей лиги «Черноморец» из Новороссийска, но отыграв там полгода перешёл в «Анжи». Из махачкалинского клуба вновь вернулся в ставропольское «Динамо». Далее играл в «Энергии» из города Чайковского и «Металлурге» из Новокузнецка. Карьеру же завершал в возрождавшемся «Тереке», который в 2001 году получил профессиональный статус.